# The End of Sex
The End of Sex és una pel·lícula canadenca de comèdia romàntica del 2022, dirigida per Sean Garrity. La pel·lícula és protagonitzada per Jonas Chernick i Emily Hampshire com a en Josh i l'Emma, una jove parella casada que se sent pressionada per les exigències de la paternitat i envia els seus fills a un campament per poder embarcar-se en una sèrie d'aventures sexuals per revivar la passió de la seva relació. S'ha doblat i subtitulat al català.
El repartiment també inclou Gray Powell, Lily Gao, Melanie Scrofano i Pedro Miguel Arce.
La pel·lícula es va rodar a Hamilton (Ontario) a principis del 2022.
La pel·lícula es va estrenar al Festival Internacional de Cinema de Toronto el 10 de setembre de 2022. També es va projectar a la competició Borsos del Festival de Cinema de Whistler de 2022.
El compositor Ari Posner va ser nominat al Canadian Screen Award a la millor banda sonora original el 2023.